# Koturovi
Koturovi (cyr. Котурови) – wieś w Bośni i Hercegowinie, w Republice Serbskiej, w gminie Kozarska Dubica. W 2013 roku liczyła 99 mieszkańców.